# الكزلة (السياني)

تعديل مصدري - تعديل

الكزلة هي إحدى قرى عزلة العربيين بمديرية السياني التابعة لمحافظة إب، بلغ تعداد سكانها 297 نسمة حسب تعداد اليمن لعام 2004.